# Giuseppe Gabrielli
Giuseppe Gabrielli (Caltanissetta, 26 febbraio 1903 – Torino, 29 novembre 1987) è stato un ingegnere italiano.

## Biografia
Giuseppe Gabrielli nacque a Caltanissetta il 26 febbraio 1903 dal palermitano Federico Gabrielli (1876) e dalla nissena Francesca Miccichè (1875), all'età di sette anni si trasferì a Torino dove compì gli studi fino a laurearsi in Ingegneria Industriale Meccanica al Politecnico di Torino il 31 luglio 1925, a soli 22 anni. Dopo aver frequentato per "diletto" il laboratorio di aeronautica presso il castello del Valentino.

Grazie ad una borsa di studio conseguì il dottorato ad Aquisgrana, in Germania, sotto la supervisione del grande aerodinamico Theodore von Kármán, con una ricerca sulla rigidezza torsionale delle ali a sbalzo. Tornato in Italia nel 1927 iniziò il suo lavoro di progettista alla Piaggio sotto l'ing. Giovanni Pegna presso lo stabilimento aeronautico di Finale Ligure. Dal lato accademico nel 1928 diviene assistente universitario nel corso di Costruzioni Aeronautiche, e nel 1930 diviene titolare della medesima cattedra.

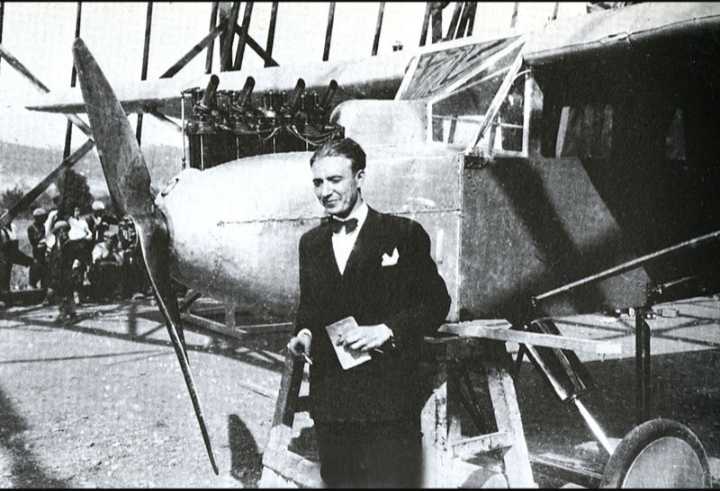
Giuseppe Gabrielli a Villanova d'Albenga accanto al Piaggio P.9 nel 1932.

Nel 1929, riprogettò la versione completamente metallica dell'idrovolante Savoia-Marchetti S.55 fino ad allora costruito in legno, che fu il primo esempio di aeroplano italiano realizzato in metallo. La costruzione a titolo sperimentale, per conto della Regia Aeronautica e con la collaborazione di Alessandro Marchetti, di alcuni esemplari di tale velivolo dimostrò che il peso a vuoto era di 530 kg inferiore e la robustezza maggiore di quello originale in legno.
Giovanni Agnelli, il fondatore della Fiat, intuì immediatamente le sue grandi potenzialità e lo volle nel reparto di progettazione velivoli della sua industria assumendolo nel 1931 e iniziando una collaborazione con l'azienda che si protrasse fino agli anni ottanta. Il primo progetto fu Fiat G.2 nel 1932 seguono il G.5 ed il G.8 1933-1934, il più veloce velivolo bimotore da trasporto passeggeri dell'epoca il G.18V nel 1937, il G.12 nel 1940 largamente impiegato durante la guerra come trasporto militare.

Giuseppe Gabrielli a sinistra, insieme a Jirō Horikoshi, progettista della Mitsubishi, e Willy Messerschmitt nel 1967.

Nel 1937 realizzò il primo caccia italiano ad ala bassa interamente metallico, il Fiat G.50 e nel 1942 il G.55 che fu il più veloce caccia italiano della Seconda guerra mondiale, sicuramente all'altezza dei più famosi caccia alleati del periodo. L'immediato dopoguerra vide l'Ing. Gabrielli, già eletto membro del Consiglio Direttivo della Fiat e direttore della divisione tecnica progettuale della stessa, come il protagonista della ripresa e del rilancio dell'attività aeronautica italiana, allora praticamente inesistente.
La progettazione di alcuni dei primi aviogetti di produzione nazionale come il Fiat G.80 e il Fiat G.82 lo portarono a sviluppare il retroterra che gli consentì di elaborare e realizzare il suo capolavoro: il Fiat G.91 che vincendo, verso la fine degli anni cinquanta, il concorso NATO per un caccia leggero divenne il caccia standard di questa istituzione transnazionale. Ne furono prodotti circa 800 esemplari.
Agli inizi degli anni sessanta Gabrielli indirizzò le proprie ricerche sulla realizzazione dei velivoli a decollo ed atterraggio verticale, elaborando brevetti originali con interessanti soluzioni tecniche, come il G.91S, il G.95/4, il G.95/6, che non saranno comunque realizzati. Nel 1970 vede la luce il prototipo del G.222, aereo da trasporto tattico dalle entusiasmanti qualità nel decollo ed atterraggio corto.
Nel 1982 venne nominato Presidente della Fiat Avio proseguendo nel contempo la collaborazione con il Politecnico di Torino come titolare della cattedra di Progettazione d'Aeromobili: attività accademica che non abbandonò mai. Progettò in tutto 142 velivoli ma l'attività di Gabrielli non fu solo progettuale, si allargò alla ricerca scientifica, allo studio in campo aerospaziale, come sottolineato dalle sue 200 circa pubblicazioni, alle trattative per realizzare collaborazioni industriali in grado di portare la produzione sotto licenza italiana di progetti quali il de Havilland DH.100 Vampire, il North American F-86K o il Lockheed F-104G.
Giuseppe Gabrielli morì a Torino, ad 84 anni, il 29 novembre 1987.

## Alcuni degli aerei progettati
(in ordine di designazione)

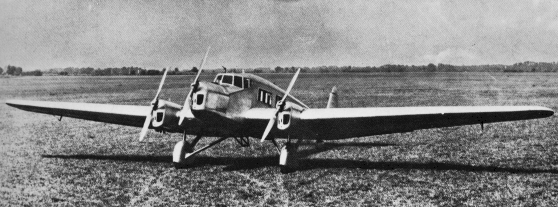
Il monoplano da trasporto Fiat G.2.

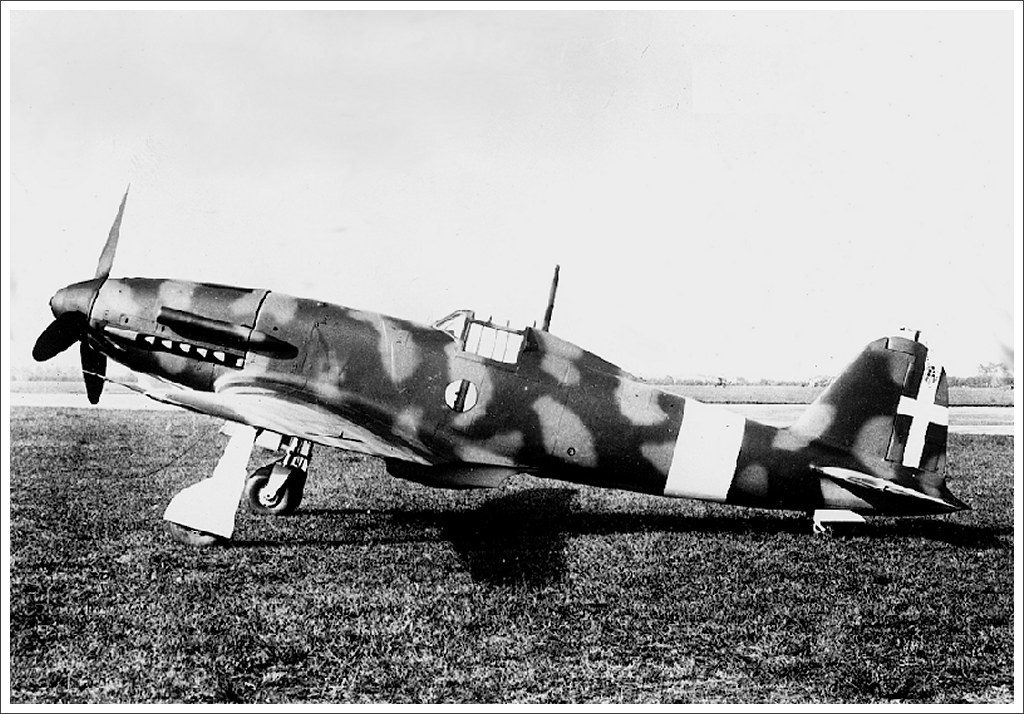
Il Fiat G.55, uno dei migliori caccia italiani della seconda guerra mondiale.

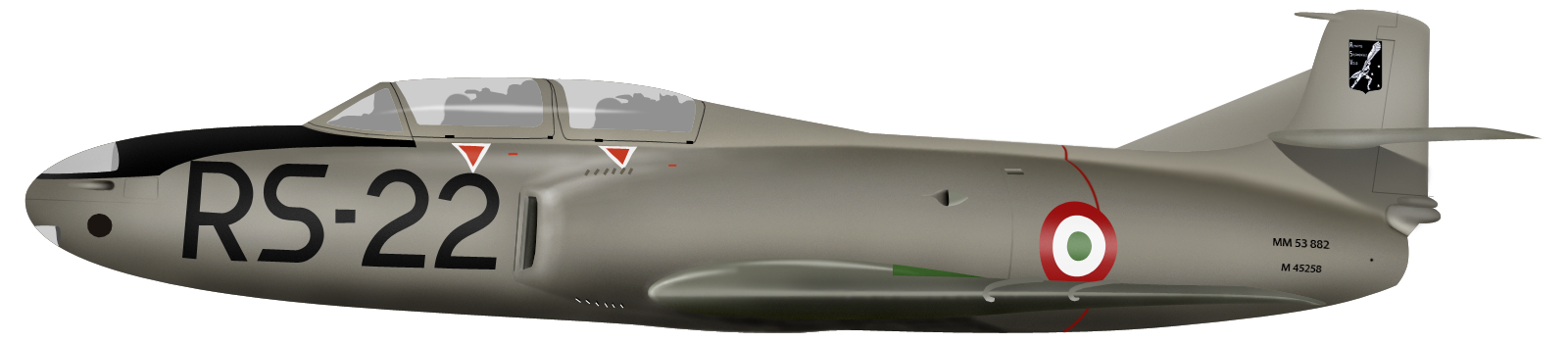
Disegno del prototipo Fiat G.80.

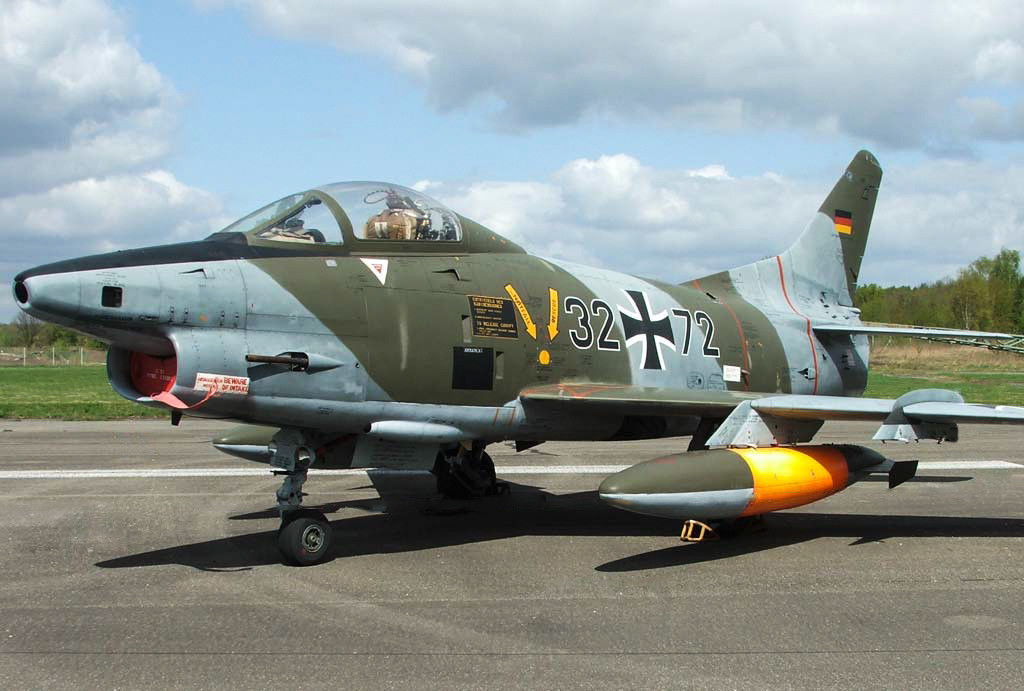
Un Aeritalia G-91 con le insegne della Luftwaffe.

- Fiat G.2 - 1932 trimotore monoplano di linea
- Fiat G.5 - 1933 monomotore monoplano da turismo
- Fiat G.8 - 1934 monomotore biplano da addestramento
- Fiat G.12 - 1940 trimotore monoplano da trasporto
- Fiat G.18 - 1935 bimotore monoplano di linea
- Fiat G.46 - 1947 monomotore monoplano da addestramento
- Fiat G.49 - 1952 monomotore monoplano da addestramento
- Fiat G.50 - 1937 monomotore monoplano da caccia
- Fiat G.55 - 1942 monomotore monoplano da caccia
- Fiat G.56 - 1944 monomotore monoplano da caccia
- Fiat G.59 - 1948 monomotore monoplano da addestramento
- Fiat G.80 - 1951 aviogetto da addestramento
- Fiat G.82 - 1954 aviogetto da addestramento
- Fiat-Aeritalia G.91 - 1956 aviogetto cacciabombardiere-ricognitore
- Aeritalia G-91Y - 1966 aviogetto cacciabombardiere
- Fiat G.212 - 1947 trimotore monoplano da trasporto
- Aeritalia G-222 - 1970 bimotore turboelica da trasporto tattico

## Archivio Giuseppe Gabrielli
Un fondo di circa 90 metri lineari (estremi cronologici: 1908 - 1984) comprendente manoscritti, disegni tecnici, progetti, brevetti, corrispondenza, fotografie, partecipazioni a conferenze e congressi è consultabile su appuntamento presso il Centro Storico Fiat, a Torino.